# 鳗鲡粘体虫
鳗鲡粘体虫（学名：Myxosoma anguilli）为粘体科粘体虫属的动物。在中国，分布于浙江等，营寄生生活，寄生在鳗鲡的鳃、口腔。